# Imsterberg
Imsterberg település Ausztria tartományának, Tirolnak a Imsti járásában található. Területe 10,84 km², lakosainak száma 757 fő, népsűrűsége pedig 70 fő/km² (2014. január 1-jén). A település 879 méteres tengerszint feletti magasságban helyezkedik el.
A település részei: 
- Imsterau,
- Ried,
- Endsfeld,
- Höfle,
- Vorderspadegg und
- Hinterspadegg

## Fordítás
- Ez a szócikk részben vagy egészben  az   Imsterberg című angol Wikipédia-szócikk ezen változatának fordításán alapul.  Az eredeti cikk szerkesztőit annak laptörténete sorolja fel. Ez a jelzés csupán a megfogalmazás eredetét és a szerzői jogokat jelzi, nem szolgál a cikkben szereplő információk forrásmegjelöléseként.